# Sydkoreas damlandslag i fotboll
Sydkoreas damlandslag i fotboll representerar Sydkorea i fotboll för damer. Första landskampen spelades i Seoul den 13 september 1990 och slutade med storstryk, Japan vann med utklassningssiffrorna 13-1. Laget spelade sitt första VM 2003.

## Laguppställning
Följande spelare ingår i spelartruppen i VM 2023 som spelas i Australien och Nya Zeeland.
- Matcher och mål är uppdaterade per den 19 juli 2023.

| Nr | Pos. | Namn            | Födelsedatum (ålder)      | Matcher | Mål |          | Klubb                       |
| -- | ---- | --------------- | ------------------------- | ------- | --- | -------- | --------------------------- |
| 1  | MV   | Yoon Young-geul | 28 oktober 1987 (35 år)   | 27      | 0   | Sverige  | BK Häcken                   |
| 2  | F    | Choo Hyo-joo    | 29 juli 2000 (22 år)      | 30      | 3   | Sydkorea | Suwon UDC                   |
| 3  | F    | Hong Hye-ji     | 25 augusti 1996 (26 år)   | 38      | 1   | Sydkorea | Incheon Hyundai SRA         |
| 4  | F    | Shim Seo-yeon   | 15 april 1989 (34 år)     | 76      | 0   | Sydkorea | Suwon UDC                   |
| 5  | MF   | Kim Yun-ji      | 1 juni 1989 (34 år)       | 8       | 0   | Sydkorea | Suwon UDC                   |
| 6  | F    | Lim Seon-joo    | 27 november 1990 (32 år)  | 103     | 6   | Sydkorea | Incheon Hyundai SRA         |
| 7  | A    | Son Hwa-yeon    | 15 mars 1997 (26 år)      | 48      | 8   | Sydkorea | Incheon Hyundai SRA         |
| 8  | MF   | Cho So-hyun     | 24 juni 1988 (35 år)      | 144     | 25  | England  | Tottenham Hotspur           |
| 9  | MF   | Lee Geum-min    | 7 april 1994 (29 år)      | 80      | 26  | England  | Brighton & Hove Albion      |
| 10 | MF   | Ji So-yun       | 21 februari 1991 (32 år)  | 144     | 66  | Sydkorea | Suwon UDC                   |
| 11 | A    | Choe Yu-ri      | 16 september 1994 (28 år) | 50      | 9   | Sydkorea | Incheon Hyundai SRA         |
| 12 | A    | Moon Mi-ra      | 28 februari 1992 (31 år)  | 29      | 16  | Sydkorea | Suwon UDC                   |
| 13 | A    | Park Eun-sun    | 25 december 1986 (36 år)  | 42      | 20  | Sydkorea | Seoul WFC                   |
| 14 | MF   | Jeon Eun-ha     | 28 januari 1993 (30 år)   | 13      | 0   | Sydkorea | Suwon UDC                   |
| 15 | MF   | Chun Ga-ram     | 19 oktober 2002 (20 år)   | 4       | 0   | Sydkorea | Hwacheon KSPO               |
| 16 | F    | Jang Sel-gi     | 31 maj 1994 (29 år)       | 89      | 12  | Sydkorea | Incheon Hyundai SRA         |
| 17 | F    | Lee Young-ju    | 22 april 1992 (31 år)     | 55      | 2   | Spanien  | Madrid CFF                  |
| 18 | MV   | Kim Jung-mi     | 16 oktober 1984 (38 år)   | 135     | 0   | Sydkorea | Incheon Hyundai SRA         |
| 19 | A    | Casey Phair     | 29 juni 2007 (16 år)      | 0       | 0   | USA      | Players Development Academy |
|    | F    | Kim Hye-ri      | 25 juni 1990 (33 år)      | 111     | 1   | Sydkorea | Incheon Hyundai SRA         |
| 21 | MV   | Ryu Ji-soo      | 3 september 1997 (25 år)  | 0       | 0   | Sydkorea | Seoul WFC                   |
| 22 | MF   | Bae Ye-bin      | 7 december 2004 (18 år)   | 2       | 0   | Sydkorea | Uiduk University            |
| 23 | A    | Kang Chae-rim   | 23 mars 1998 (25 år)      | 24      | 6   | Sydkorea | Incheon Hyundai SRA         |